# Siergiej Kostiel
Siergiej Kostiel (ros. Сергей Костель; ur. 16 czerwca 1976 r.) − białoruski kulturysta.

## Życiorys
Ma siostrę Swiatłanę. Absolwent uniwersytetu w Penzie. Należy do Białoruskiej Federacji Kulturystyki i Fitness (BFKiF). Waży około 115 kilogramów. Mieszka w Nowopołocku w obwodzie witebskim. Mąż Anny Kostiel, ma córkę.

## Wymiary
- waga w sezonie zmagań sportowych: 100-105 kg
- waga poza sezonem zmagań sportowych: 120 kg
- biceps: 54 cm

## Osiągnięcia w kulturystyce (wybór)
- 2005, Mistrzostwa Republiki Białorusi (BFKiF) − 1. miejsce wśród zawodników powyżej 95 kg
- 2006, Mistrzostwa Republiki Białorusi (BFKiF) − 2. miejsce wśród zawodników powyżej 100 kg
- 2007, Mistrzostwa Republiki Białorusi (BFKiF) − 1. miejsce wśród zawodników powyżej 100 kg oraz 1. miejsce w kategorii ogólnej
- 2009, Mistrzostwa Republiki Białorusi (BFKiF) − 1. miejsce wśród zawodników powyżej 100 kg oraz 1. miejsce w kategorii ogólnej
- 2012, Mistrzostwa Republiki Białorusi (BFKiF) − 1. miejsce wśród zawodników powyżej 90 kg oraz 1. miejsce w kategorii ogólnej
- 2012, Puchar Smoleńska − 1. miejsce wśród zawodników powyżej 95 kg oraz 1. miejsce w kategorii ogólnej
- 2013, Mistrzostwa Republiki Białorusi (BFKiF) − 1. miejsce wśród zawodników powyżej 90 kg oraz 1. miejsce w kategorii ogólnej
- 2014, Puchar Moskwy − 4. miejsce wśród zawodników powyżej 100 kg
- 2014, Puchar Rosji − 9. miejsce wśród zawodników powyżej 100 kg
- 2014, Mistrzostwa Smoleńska i Obwodu Smoleńskiego − 1. miejsce w kategorii ogólnej
- 2014, Puchar Petersburga Obwodu Leningradzkiego − 3. miejsce wśród zawodników powyżej 100 kg
- 2015, Iron Lion Cup − 1. miejsce wśród zawodników powyżej 95 kg oraz 1. miejsce w kategorii ogólnej
- 2015, Puchar Północno-Zachodniego Okręgu Federalnego − 3. miejsce wśród zawodników do 100 kg
- 2016, Mistrzostwa Republiki Białorusi (BFKiF) − 1. miejsce wśród zawodników powyżej 90 kg oraz 1. miejsce w kategorii ogólnej
- 2016, Puchar Obwodu Mińskiego "Tęcza" ("Радужный") − 1. miejsce w kategorii ogólnej